# Dentex barnardi
Dentex barnardi es una especie de peces de la familia Sparidae en el orden de los Perciformes.

## Morfología
• Los machos pueden llegar alcanzar los 40 cm de longitud total.

## Distribución geográfica
Se encuentra en las  costas del  Atlántico oriental (desde Gabón hasta Angola ).